# 京見峠

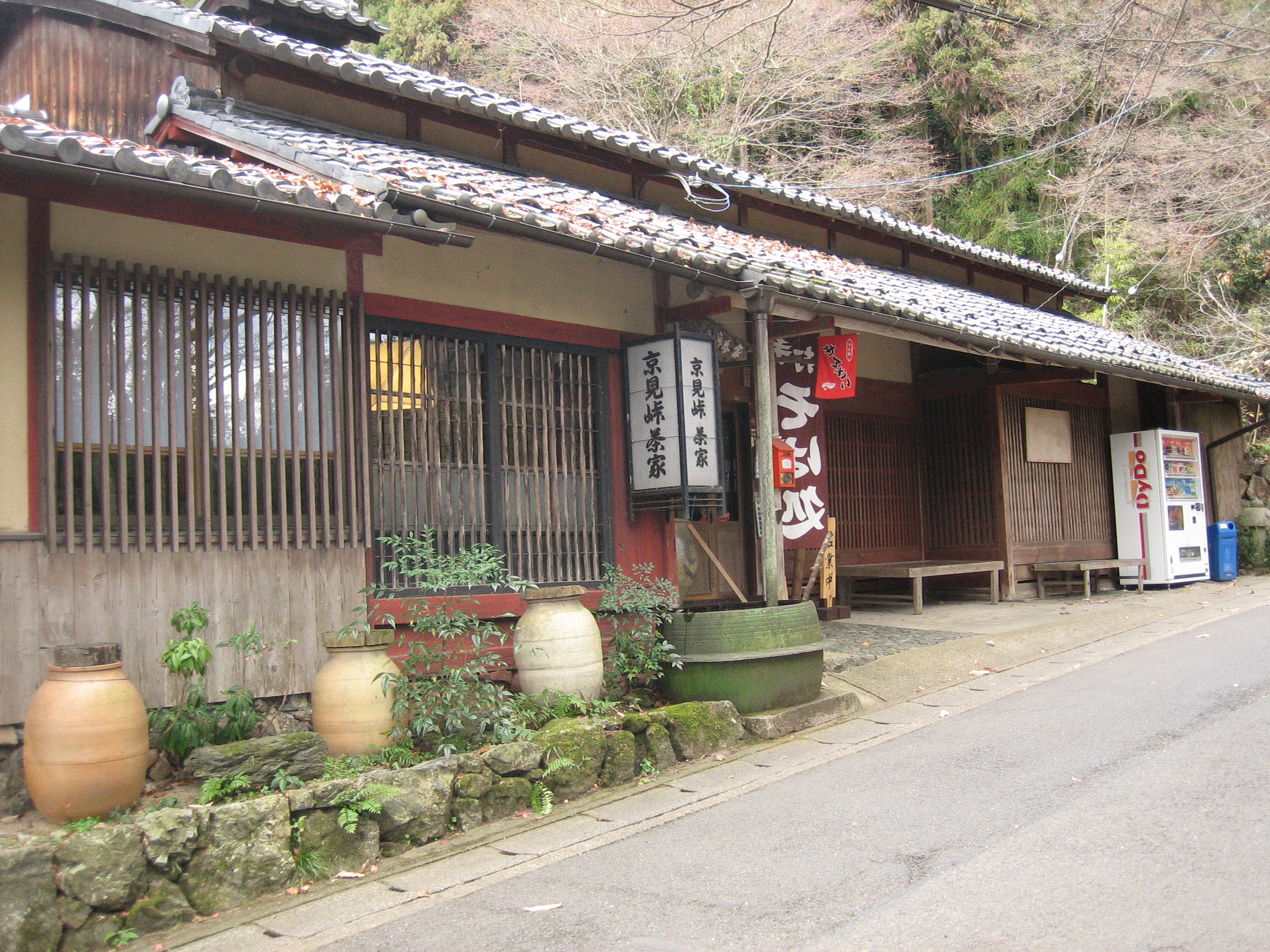
京見峠横で営業していた「京見峠茶屋」

京見峠（きょうみとうげ）は、京都市北区にある峠である。

## 概要

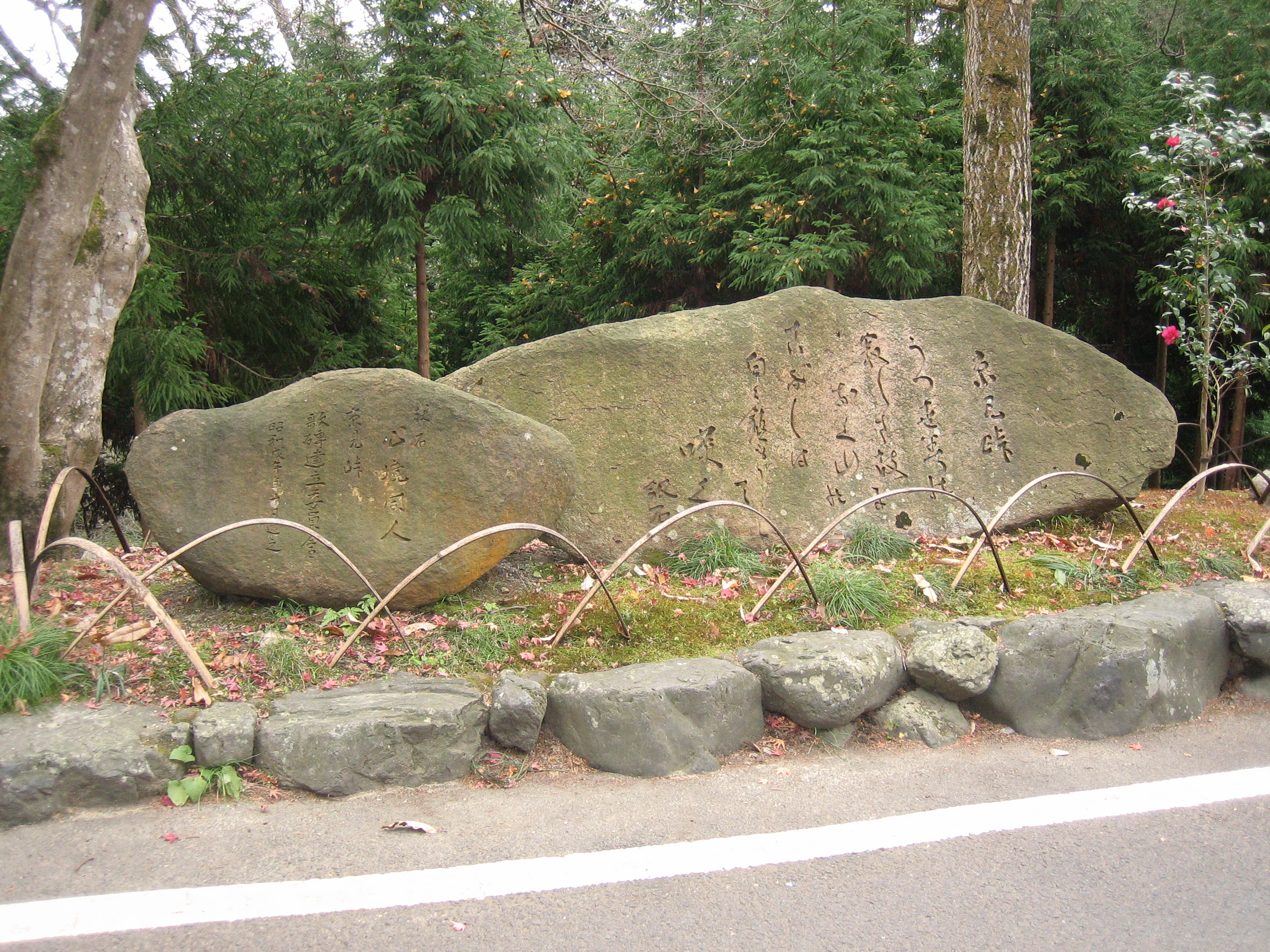
京見峠横に置かれた石碑

長坂峠（ながさかとうげ）と古来から呼ばれたが昭和30年ごろ、元々鳴滝と平岡、菖蒲谷間に存在した旧「京見峠」名を引継ぎ改称された。京都府道31号西陣杉坂線（長坂）上に位置する、標高446mの峠である。西賀茂鑓磨岩（にしがもやりとぎいわ）と大宮釈迦谷とを隔てている。
平安京造営のため古くからあった杉巨木をほぼ全部伐採して搬出するために造られた山道のひとつが長坂、長坂峠である。その当時は現滋賀県大津市小野の豪族小野氏の内5名が現在の北区小野郷を開墾し、真弓、杉阪まで治めていた。平安時代には禁裏御領地の山国荘（京北町）、神護寺領の弓削荘、野々村荘（美山町）、名田荘などからの年貢米、藍染用の灰、燃料炭、山菜、果物、かがり火用の松やに、そして小浜方面から海産物を運ぶ重要街道となった。
南北朝時代「北朝文和2年（1353年9月）、供御人等が毎夜多量の材木を荷担いして都へ運び、夜中売買をなし、或いは買手を官木御用地の小野山に入れて毎日伐採して数百荷を販売（盗伐販売）したと記録報告がある。さらに応仁の乱（1467年）以降、鷹峰から長坂口を経て若狭、丹波方面へ通じる戦略上の拠点とされ、城が各所に構えられ、そのひとつが長坂城で、後に氷室道を登ったところに別の山城が構築された。
長録3年（1459年）第8代将軍足利義政が新たに関所を日野富子のために設け、その税銭を伊勢神宮造替に充てる名目で、都の七口に関所を置き莫大な富を得たうちのひとつが長坂の関であった。　一方、明応年間（1492年頃）年末に「無人となっている長坂関に代官を派遣することを要望」する書が残っているが、この関所は峠から南へ下った堂の庭に置いた「長坂峠の関」である。　中世には大徳寺の寺領となり、「普明庵」（ふみょうあん）、「寸松庵」（すんしょうあん）、「寒松庵」（かんしょうあん）と呼ばれる末寺が建ったとされる。永正17年（1520年）第10代将軍足利義植、明智光秀が氷室道（現在の城山）に城を作り、後の第13代将軍足利義輝が一時篭城した際に、長坂の関所が復活したことがあった。　近年の「明治35年（1902年）、梅ヶ畑、中川、小野郷経由の周山街道新道（現国道162号線）が開通するまで、（大森経由）若狭街道、（小野郷経由）山国街道または西の鯖街道ともいい若狭小浜から塔、大森経由で都、京に海産物や諸々の品を小野山供御人が一手に夜を徹して運んだとされ、この京見峠付近で荷駄から天秤棒の人手輸送に積み替えたといわれている。
なお文化11年（1814年）に伊能忠敬支隊が2月24日（旧暦）に愛宕山へ嵯峨から参拝後、園部回りで細野、小野郷村に2月26日宿泊し、翌日27日に下杉阪の彦兵近衛茶屋で昼食して鷹峰まで測量し、「長坂峠」と記載されるほど当峠も重要路であった。この時の愛宕山へ参拝する際に旧京見峠を通過したと思われるが、この経路は測量されておらず、道も峠名も記録されていない。
江戸時代に創業したという一軒の茶屋の建物が近年まで峠に残っており、古くからの歴史の痕跡を今なお残しているが、茶屋の営業は2011年に終了している。
横の石碑には、京都の詩人・島岡剣石（しまおかけんせき）が、辛夷（こぶし）の花の咲く頃（3月から5月にかけて）に、この地で詠んだ歌が刻まれている。

## 道路状況

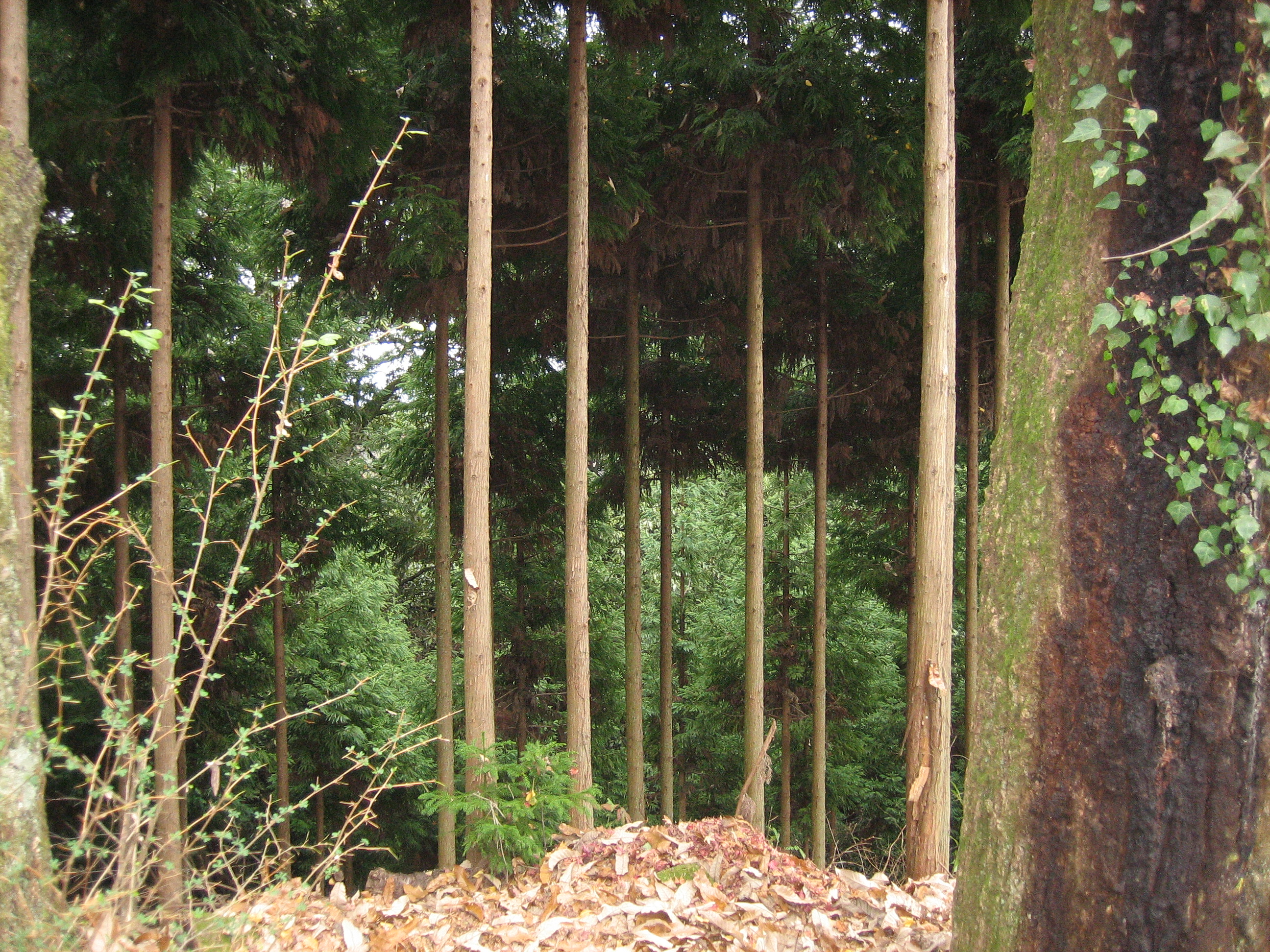
京見峠からの眺め 杉に遮られて眺望が失われている

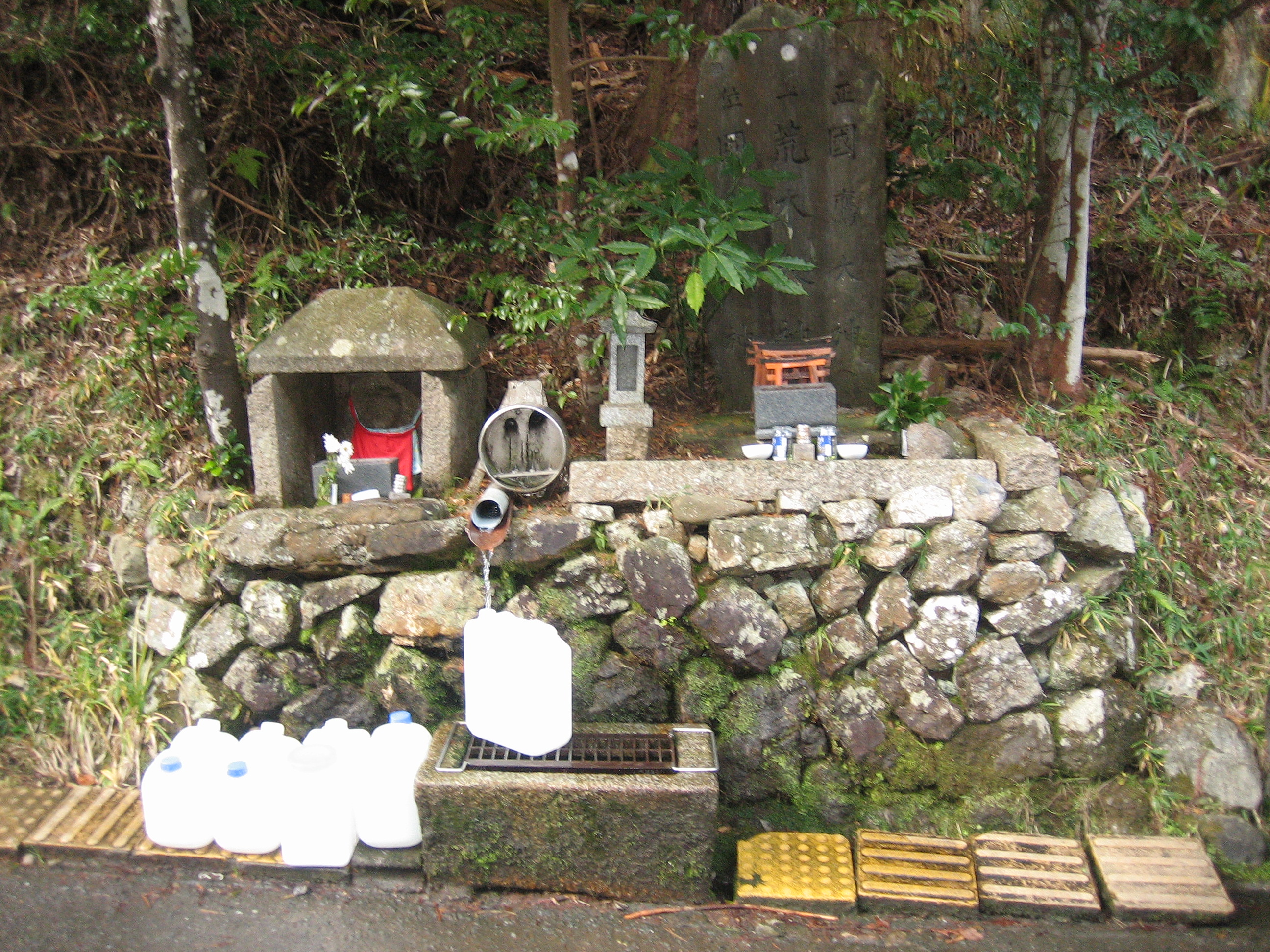
杉阪の舟水

車両通行が可能な峠である。しかし、隣接する峠同様に狭路であり、ヘアピンカーブの膨らみを利用して離合するしかない区間もある。京都市街地から比較的近いこともあり、道幅のわりには交通量が非常に多い。かつては夜景の名所とされ、夜間に渋滞することもあった。2020年に栂ノ尾の山崩れで国道162号線が一部片側通行となった際には、迂回路として京見峠経由の車両が増加した。

## ごみの不法投棄問題
この付近の道路下に大型家電を始め、ビニール袋や空き缶などの多くのごみが不法投棄されている。監視カメラや不法投棄防止ネットがつけられるとともに、地域のボランティアや関連行政機関で構成された「北区不法投棄防止協議会」により、ごみ回収作業が随時行われている。ごみ回収作業によるごみ袋は、毎年30袋以上になるという。
2005年（平成17年）頃以降、京見峠では杉を始めとする針葉樹が生い茂り、かつては京都市街地が一望できたという眺望が、完全に遮られている。これは、眺望目的に訪れる人々が増えることにより、ごみの一層の増加を懸念する地権者が、杉などを植えて眺望を閉ざす一方で、その伐採を見送っているためである。今のところ伐採される予定はないという。

## 京見峠の水
正式には杉阪の船水（すぎさかのふなみず）と称し、一般的に「京見峠の水」として親しまれている。京見峠の北西約800m、府道沿い西側に位置する。大日如来石仏が祀られる傍ら、石組みの放水口が設置されており、飲用可能な清水が流れ出ている。
この湧き水は平安時代から往来者の憩いの場として利用されてきた。

## 隣接する峠
- 前坂
- 元の「京見峠」 脚注4の太平記に記述された京見峠は現在の嵐山高尾ドライブウェイ中の「菖蒲谷池」と平岡八幡宮を結ぶ元山道に存在する峠を「京見峠」と近世絵図地図資料集成（京師内洛中洛東外地図第一愛宕郡）に記載されている。　また峠から鳴滝方面への坂を「長坂」と記載している。　なお、この峠道自体は昭和の初めごろに現在の162号線周山街道が開通して使用されなくなった。
- 名所官鳥巻五　峠之部　京見峠　葛野群嵯峨鳴滝の西北に有。これは嵯峨仁和寺の西丹波より出る道なり、京を眼の下に見るゆへの名也。
- 軍記物語『太平記』には、「京中を足下に見下」ろせる峠という記述がある。延元元年（1336年）、後醍醐天皇方の兵が、室町幕府を開いた足利尊氏らとの洛中合戦にあたり、京都への北の要所として京見峠に陣を張り尊氏を攻めたり、大覚寺宮を大将と奉り三百余騎が長坂で討死した」記録がある。　（原文）延元元年(1336)六月北丹波道へハ大覚寺ノ宮ヲ大将トシテ奉テ額田左馬ノ助ヲ被遣其ノ勢三百徐騎白昼ニ京中ヲ打通テ長坂ニ打上ル云云　　京中ヲ足ノ下ニシテ京見峠嵐ノ上高雄栂尾ニ陣ヲトル
- 天尚10年（1582年）6月2日明智日向守光秀は丹波亀山城から愛宕山参拝して、この旧京見峠を経由して本能寺へ向かった（州府志巻一P六）
- この道は南は長岡京から松尾大社、梅津、千代の古道を通り、北嵯峨、直指庵、菖蒲谷池、平岡村、高雄、神護寺に至る参拝道であり、また愛宕山を経由して丹波へ通じる道であった。　大正末期に自動車道が整備され、次第に利用されなくなり、現在では峠の位置確認はされていない。ハイキング道の「四ツ井」から東方向に数百メートル行った岡の上と推定される。現在の地名は右京区梅が畑奥殿町と梅ケ畑篝町の接するあたりと推定される。
- ここ旧京見峠付近から京都タワー、東寺などが遠望できるが、御所は見えない。